# Adolf van Nassau-Wiesbaden-Idstein (1353–1390)
Adolf van Nassau-Wiesbaden-Idstein (1345/46 of 1353 – Heiligenstadt, 6 februari 1390), Duits: Adolf I. von Nassau-Wiesbaden-Idstein, Erzbischof und Kurfürst von Mainz, was een geestelijke uit het Huis Nassau-Wiesbaden-Idstein, een zijtak van de Walramse Linie van het Huis Nassau. Hij was bisschop van Speyer en later als Adolf I aartsbisschop en keurvorst van Mainz. Hij stichtte de Universiteit van Erfurt.

De schrijvers uit zijn tijd roemen zijn wijsheid en dapperheid, alsook de voorzichtigheid van zijn bestuur. Een bijtend spotgedicht over hem, geschreven rond 1385, rangschikt hem daarentegen onder de grootste deugnieten van het rijk. Als een ware koorddanser wist hij steeds daar te staan waar geluk het grootst was.

## Biografie

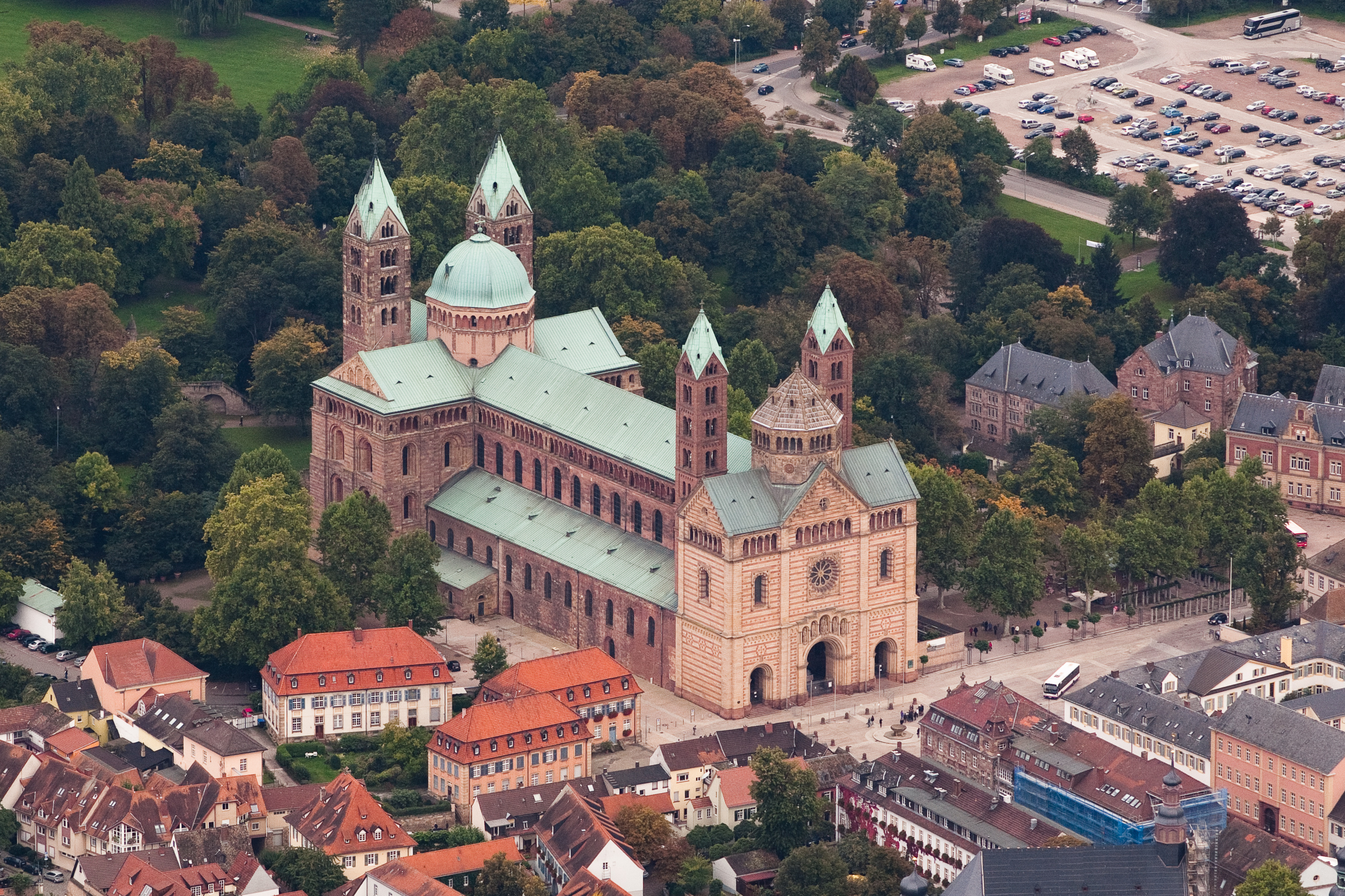
De Dom van Speyer

Adolf was de vierde zoon van graaf Adolf I van Nassau-Wiesbaden-Idstein en Margaretha van Neurenberg, dochter van burggraaf Frederik IV van Neurenberg en Margaretha van Görz en Tirol. Hij studeerde rechtswetenschappen aan de universiteiten van Padua en Bologna.
Adolf was domheer te Keulen sinds 1362, kanunnik van de Sint-Florinuskerk te Koblenz 1364–1371, kanunnik te Bingen en Wetzlar sinds 1366 en provoost van de Sint-George te Limburg sinds 1371. Zijn oom Gerlach van Nassau, aartsbisschop en keurvorst van Mainz, besloot op 27 januari 1371 Adolf tot coadjutor aan te stellen, maar Gerlach overleed voordat de promotie plaats kon vinden. Met die benoeming zou Adolf de beoogde opvolger van Gerlach op de bisschopszetel en keurvorstentroon van Mainz geworden zijn.
Na het vroege overlijden van Gerlach op 12 februari 1371 staakten de stemmen van het kapittel van de Dom van Mainz tussen Adolf en Kuno II van Falkenstein, de aartsbisschop en keurvorst van Trier. Toen deze laatste echter weigerde, benoemde paus Gregorius XI, op verzoek van keizer Karel IV, Jan III van Luxemburg, de bisschop van Straatsburg, tot aartsbisschop. Nadat deze op 6 juli 1371 te Neurenberg de privileges van het aartsbisdom had bevestigd, werd hij door het aartsbisdom erkend. Jan van Luxemburg overleed reeds op 4 april 1373, naar verluidt door vergiftiging.

### Bisschop van Speyer

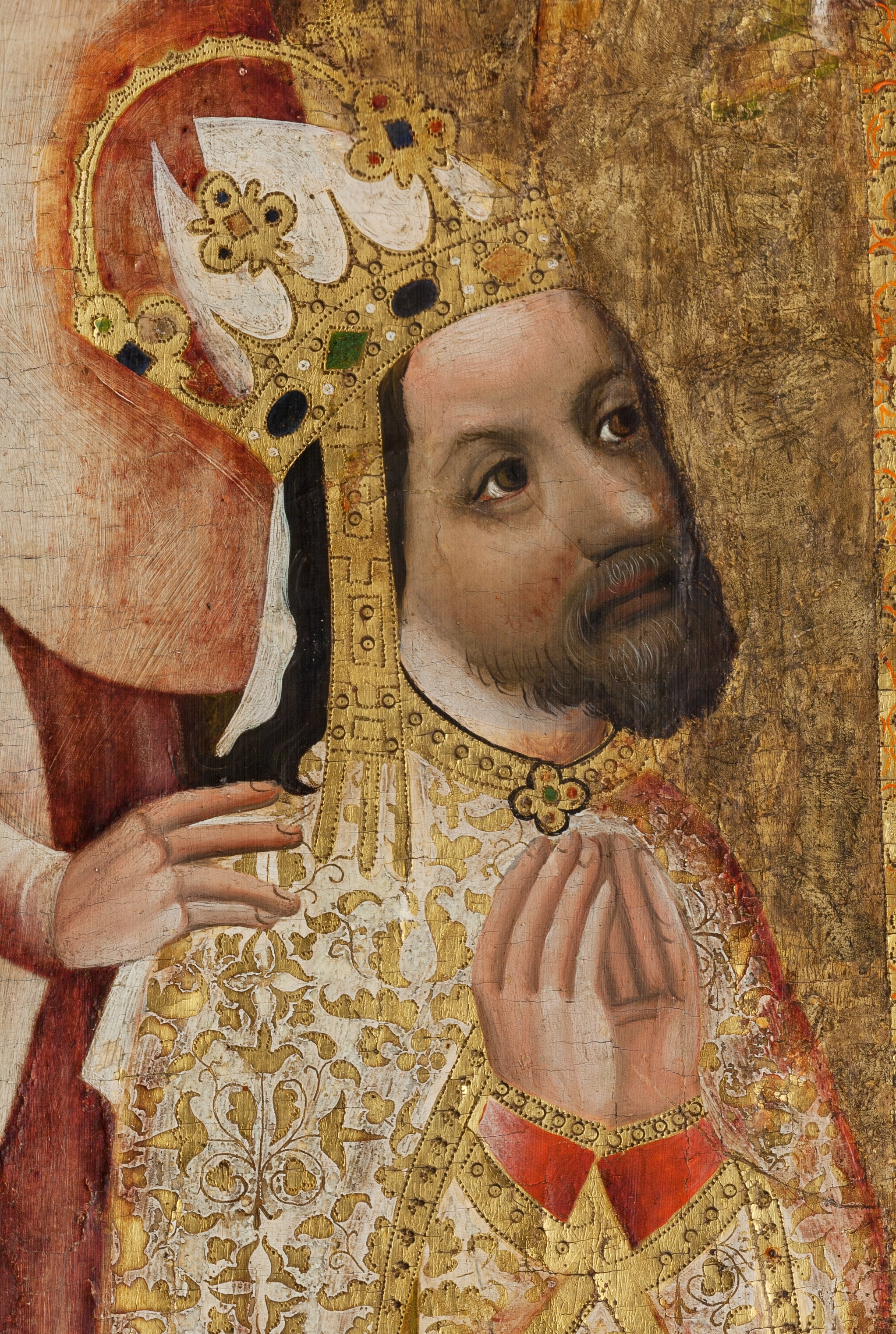
Keizer Karel IV

Op 28 april 1371 werd Adolf tot bisschop van Speyer verkozen, op 8 september 1371 volgde zijn wijding tot bisschop.

Omdat hij weigerde voor zijn intocht de privileges van de stad Speyer in volle omvang te bevestigen, hetgeen volgens een sinds 1303 bestaand verdrag diende te geschieden, kwam het tot een vete die echter al op 11 november 1371 bijgelegd werd. Adolf bleef tot 1379 als bisschop en daarna als administrator in het bezit van het bisdom. Voor het bestuur van het bisdom schijnt hij goed gezorgd te hebben, hoewel hij er zich persoonlijk weinig mee bezig hield. Hem namen spoedig de belangrijkere aangelegenheden van het aartsbisdom Mainz geheel in beslag. Op 24 maart 1389 deed hij afstand van het bisdom ten gunste van Nikolaas I van Wiesbaden.

### Strijd om het aartsbisdom Mainz

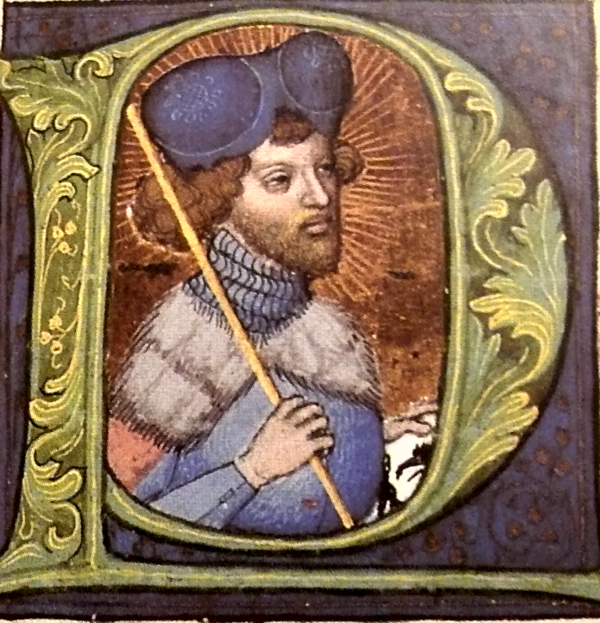
Rooms-koning Wenceslaus

De grote invloed van het Huis Nassau op de adel van het aartsbisdom Mainz bewoog het Domkapittel na de dood van Jan van Luxemburg op Adolf terug te komen. Ook deze keer werd de verkiezing van Adolf door keizer Karel IV gedwarsboomd, in de vrees dat het de Nassaus zou lukken om door de voortdurende verbinding met het aartsbisdom Mainz een te machtige positie aan de Midden-Rijn te verkrijgen. Tegen Adolf werd het gerucht gebruikt dat hij de aanstichter van de vergiftiging van Jan van Luxemburg zou zijn. Paus Gregorius XI benoemde Lodewijk van Meißen, de bisschop van Bamberg en een zoon van markgraaf Frederik II van Meißen, tot aartsbisschop van Mainz.

Direct verscheen Adolf echter met een sterke krijgsmacht, bezette de meeste plaatsen in het aartsbisdom en liet zich overal huldigen. Vergeefs schaarden de drie markgraven van Meißen (Lodewijks broers) en landgraaf Hendrik II van Hessen zich aan de zijde van Lodewijk. Adolf werd van zijn kant door een coalitie van andere vorsten en graven gesteund, waaronder hertog Otto I ‘de Kwade’ van Brunswijk-Göttingen, graaf Johan I van Nassau-Siegen, graaf Hendrik VI van Waldeck en graaf Godfried VIII van Ziegenhain.

In de zomer van 1375 trokken echter ook keizer Karel IV en diens zoon koning Wenceslaus van Bohemen tegen Adolf ten strijde. Vanuit Gebesee, waar beide partijen tegenover elkaar lagen, trok Adolf naar het met hem verbonden Erfurt. De maandenlange tegenstand dwong de keizer tot de terugtocht en een wapenstilstand. Daarbij werd overeengekomen dat de beide tegenstanders in het bezit bleven van hetgeen ze op dat moment bezaten. Daarmee werd de zaak van Lodewijk van Meißen in principe opgegeven omdat bijna het gehele aartsbisdom in handen van Adolf was. De keizer kon voor het volgende doel van zijn politiek, de verkiezing van Wenceslaus tot rooms-koning, hoogstens de aartsbisschoppelijke titel van Lodewijk van Meißen een dienst bewijzen. Om deze onbetwist voor de koningsverkiezing naar Rhens en Frankfurt te laten reizen betaalde Wenceslaus aan Adolf met de verzekering dat het grondgebied van Mainz op geen enkele wijze verstoord zou worden.

### Aartsbisschop-keurvorst van Mainz
Adolf benutte de volgende jaren om zich steviger in het aartsbisdom te nestelen en zijn invloed in zijn buurlanden door bondgenootschappen uit te breiden. Toen na de dood van paus Gregorius XI in 1378, die tot het zogenaamde grote Westers Schisma leidde, paus Urbanus VI in 1379 Lodewijk van Meißen als aartsbisschop erkende, wendde Adolf (als het in zijn voordeel was, stoorde hij zich noch aan politieke noch aan kerkelijke bezwaren) zich tot tegenpaus Clemens VII, die hem uiteraard voor deze erkenning bereidwillig het pallium toezond. Adolf ontving het pallium op 29 oktober 1379 in Eltville en noemde zich sindsdien, de tot dan toe gevoerde titels omkerend, aartsbisschop van Mainz en administrator van Speyer. Toen vond ook Wenceslaus, die inmiddels de Duitse troon bestegen had, het voordeliger om zich met Adolf te verzoenen. Op 4 februari 1381 werd op de Rijksdag van Neurenberg in een reeks van oorkonden de overeenstemming vastgelegd. Als eerste bemiddelde de koning een einde aan een vete tussen Adolf en paltsgraaf Ruprecht I, die in het jaar daarvoor de landen van beiden verwoest had. Daarna trad Adolf toe tot het ter erkenning van paus Urbanus VI gesloten vorstenverbond; daarvoor zegde de koning hem de erkenning van het pallium en de belening toe. Op 8 april 1381 kon Adolf, door beide pausen en de koning erkend, zijn feestelijke intocht in Mainz houden. Zijn tegenstander Lodewijk van Meißen, door paus Urbanus VI ter compensatie tot aartsbisschop van Maagdenburg benoemd, overleed reeds op 17 februari 1382 door een val van een trap. Paus Urbanus VI bood Adolf in 1381 of op het consistorie van 17 december 1384 de kardinaalswaardigheid aan, maar hij wees de promotie af.

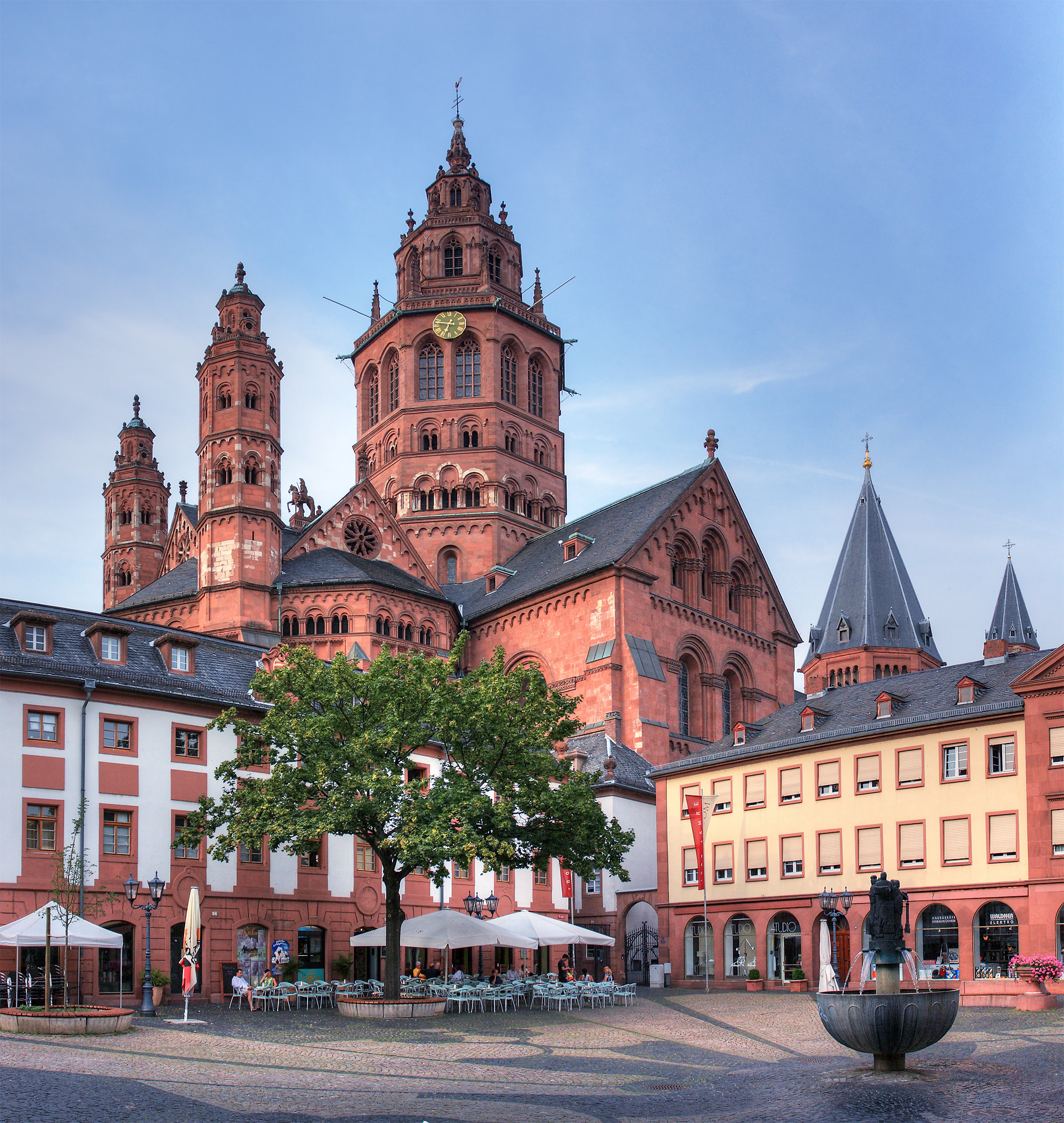
De Dom van Mainz

Vanaf zijn intocht in Mainz nam Adolf energiek deel aan de rijkspolitiek. Hij stond aan het hoofd van de vorstenpartij, die eerst in verbinding met koning Wenceslaus haar daden tegen de stedenbonden richtte en daarna de daaruit dreigende gevaren in de overeenkomsten van Heidelberg (1384) en Mergentheim (1387) door verdragen met de steden vergeefs in de knop probeerde te breken. Daarnaast bestonden er al sinds 1384 geheime besprekingen tussen de vorsten die zich op de afzetting van Wenceslaus richtten en ook hierin toonde Adolf zich, ondanks zijn nauwe betrekkingen met de koning, zeer actief. Bij de vorming van de Rijnlandse muntunie van 1386 waarbij de Rijnlandse goudgulden werd ingesteld was de betrokkenheid van Adolf van doorslaggevend belang.
Bovendien vond hij tijd om voor voordelen te zorgen. Oude, nog uit de tijd van zijn oom Gerlach stammende, strijdpunten en nieuwere kerkelijke klachten uit de tijd van het schisma in Mainz boden de gelegenheid tot oorlog tegen het landgraafschap Hessen. Daarbij ging het Adolf deels om zijn doorslaggevende invloed in dit door kerkelijke gebieden doorsneden land, maar ook om de vergroting van het grondgebied van het aartsbisdom. Met landgraaf Balthasar van Thüringen, zijn vroegere tegenstander, en hertog Otto I ‘de Kwade’ van Brunswijk-Göttingen als bondgenoten, trok Adolf in juni 1385 naar Kassel op. De hoofdstad hield weliswaar stand, maar Immenhausen en andere plaatsen vielen snel, zodat landgraaf Herman II ‘de Geleerde’ van Hessen zich reeds op 22 juli in een te Immenhausen gesloten overeenkomst genoodzaakt zag deze plaats alsook Wolfenhagen en Grebenstein voor 20.000 gulden aan Adolf te verpanden. Toen tegen kerstmis te betalingstermijn afliep, trok Adolf de drie verpandde steden binnen.

De oorlog brak in 1387 opnieuw uit toen de verbonden vorsten de landgraaf verweten dat hij de op basis van de vrede van Immenhausen gevolgde uitspraak van het scheidsgerecht niet uitgevoerd had. Ook deze keer richtten de bondgenoten hun aanval eerst tevergeefs tegen het door zijn burgers verdedigde Kassel. Balthasar van Thüringen verliet daarna het bondgenootschap; Adolf en Otto ‘de Kwade’ daarentegen zetten de oorlog nog geruime tijd voort. De oorlog eindigde op 5 november 1387 met de Landvrede van Mergentheim. Daarbij wist Adolf het grondgebied van Mainz uit te breiden. Het was tijdens deze oorlog dat in Hessen het gezegde ʻErzbischof Adolf beißt um sich wie ein Wolfʼ ontstond.

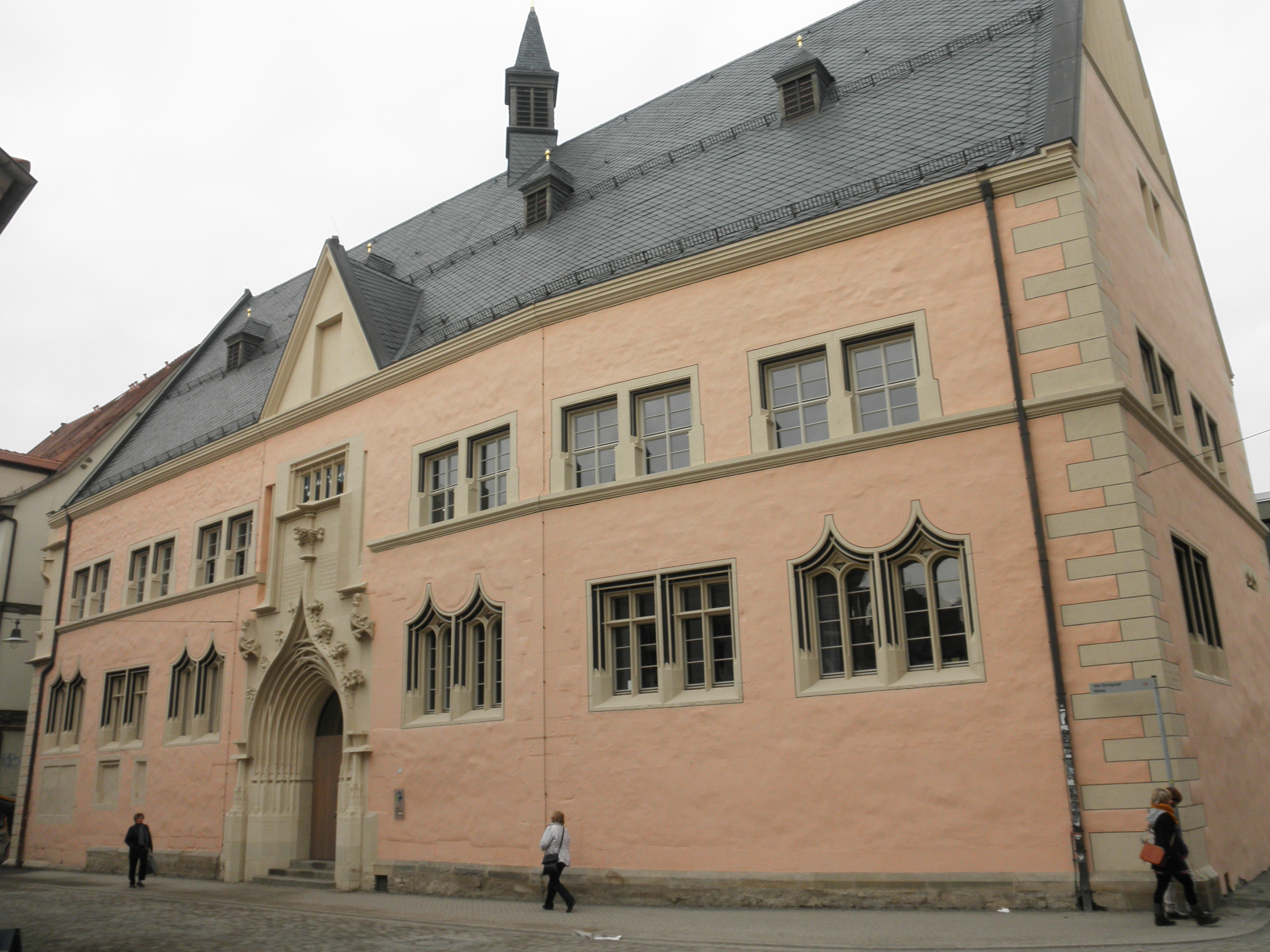
Het Collegium Maius te Erfurt

De donkere wolken van de plannen van de vorsten tegen hem had ondertussen koning Wenceslaus naar de zijde van de steden doen overgaan. Dezen beloofden de koning op de Dag van Neurenberg in 1387 als tegenprestatie voor zijn instemming uitdrukkelijk hun bijstand tegen eenieder die hem uit het rijk zou willen verdrijven. Toen de steden Mainz, Speyer en Worms hun toetreding tot deze overeenkomst verwierpen, schijnt hierin ook de hand van Adolf te herkennen te zijn. Op 28 en 30 oktober 1388 sloot Adolf, de oude vijand van de steden, met deze steden geheime verdragen met opnieuw het doel om tot de afzetting van de koning te komen. Adolf had zich voordien door Wencelaus, die dus van het dubbelspel van Adolf geen vermoeden gehad kan hebben, op 4 oktober de uitdrukkelijke toestemming voor het sluiten van overeenkomsten met deze steden laten geven. In het jaar daarop werkte Adolf ernaartoe, de door de nieuw uitgebroken stedenoorlog in Zwaben, Beieren en aan de Rijn ontstane vijandige gevoelens, nadat de Dagen van Döffingen en Worms de nederlaag van de steden bezegeld hadden, weer te sussen om ruimte voor zijn verdere plannen in het rijk te krijgen. Zijn vroegtijdige dood deed echter zijn plannen teniet.
Tegen het einde van 1389 was Adolf in de hem bijzonder trouwe stad Erfurt, om daar zelf de stichting van de universiteit te voltooien. Nog op 24 januari 1390 vaardigde hij daar een oorkonde uit. Hij overleed twee weken later te Heiligenstadt aan een pijnlijke ziekte. Hij werd begraven in de Dom van Mainz.

## Voorouders
| Voorouders van Adolf van Nassau-Wiesbaden-Idstein | Voorouders van Adolf van Nassau-Wiesbaden-Idstein                                             | Voorouders van Adolf van Nassau-Wiesbaden-Idstein                                             | Voorouders van Adolf van Nassau-Wiesbaden-Idstein                                             | Voorouders van Adolf van Nassau-Wiesbaden-Idstein                                             | Voorouders van Adolf van Nassau-Wiesbaden-Idstein                                             | Voorouders van Adolf van Nassau-Wiesbaden-Idstein                                             | Voorouders van Adolf van Nassau-Wiesbaden-Idstein                                             | Voorouders van Adolf van Nassau-Wiesbaden-Idstein                                             |
| ------------------------------------------------- | --------------------------------------------------------------------------------------------- | --------------------------------------------------------------------------------------------- | --------------------------------------------------------------------------------------------- | --------------------------------------------------------------------------------------------- | --------------------------------------------------------------------------------------------- | --------------------------------------------------------------------------------------------- | --------------------------------------------------------------------------------------------- | --------------------------------------------------------------------------------------------- |
| Betovergrootouders                                | Walram II van Nassau (ca. 1220–1276) ⚭ vóór 1250 Adelheid van Katzenelnbogen (?–1288)         | Gerlach I van Isenburg-Limburg (?–1289) ⚭ Imagina van Blieskastel (?–vóór 1298)               | Hendrik I ‘het Kind’ van Hessen (1244–1308) ⚭ 1263 Adelheid van Brunswijk-Lüneburg (?–1274)   | Lodewijk II ‘de Strenge’ van Beieren (1229–1294) ⚭ 1273 Mechtild van Habsburg (ca. 1253–1304) | Koenraad I van Neurenberg (?–1260/61) ⚭ Clementia (?–?)                                       | Albrecht I van Saksen (?–1260) ⚭ 1247/48 Helena van Brunswijk-Lüneburg (1223–1273)            | Meinhard IV van Görz en Tirol (ca. 1227–1295) ⚭ 1259 Elisabeth van Beieren (ca. 1227–1273)    | Albrecht II van Hohenberg (?–1298) ⚭ ? (?–?)                                                  |
| Overgrootouders                                   | Adolf van Nassau (ca. 1255–1298) ⚭ ca. 1271 Imagina van Isenburg-Limburg (?–na 1317)          | Adolf van Nassau (ca. 1255–1298) ⚭ ca. 1271 Imagina van Isenburg-Limburg (?–na 1317)          | Hendrik ‘de Jongere’ van Hessen (?–1298) ⚭ 1290 Agnes van Beieren (?–1345)                    | Hendrik ‘de Jongere’ van Hessen (?–1298) ⚭ 1290 Agnes van Beieren (?–1345)                    | Frederik III van Neurenberg (?–1297) ⚭ vóór 1278 Helena van Saksen (?–1309)                   | Frederik III van Neurenberg (?–1297) ⚭ vóór 1278 Helena van Saksen (?–1309)                   | Albrecht van Görz en Tirol (?–1292) ⚭ na 1282 Agnes van Hohenberg (?–na 1293)                 | Albrecht van Görz en Tirol (?–1292) ⚭ na 1282 Agnes van Hohenberg (?–na 1293)                 |
| Grootouders                                       | Gerlach I van Nassau (vóór 1288–1361) ⚭ 1307 Agnes van Hessen (?–1332)                        | Gerlach I van Nassau (vóór 1288–1361) ⚭ 1307 Agnes van Hessen (?–1332)                        | Gerlach I van Nassau (vóór 1288–1361) ⚭ 1307 Agnes van Hessen (?–1332)                        | Gerlach I van Nassau (vóór 1288–1361) ⚭ 1307 Agnes van Hessen (?–1332)                        | Frederik IV van Neurenberg (ca. 1287–1332) ⚭ 1307 Margaretha van Görz en Tirol (?–1348)       | Frederik IV van Neurenberg (ca. 1287–1332) ⚭ 1307 Margaretha van Görz en Tirol (?–1348)       | Frederik IV van Neurenberg (ca. 1287–1332) ⚭ 1307 Margaretha van Görz en Tirol (?–1348)       | Frederik IV van Neurenberg (ca. 1287–1332) ⚭ 1307 Margaretha van Görz en Tirol (?–1348)       |
| Ouders                                            | Adolf I van Nassau-Wiesbaden-Idstein (1307–1370) ⚭ 1332 Margaretha van Neurenberg (?–na 1382) | Adolf I van Nassau-Wiesbaden-Idstein (1307–1370) ⚭ 1332 Margaretha van Neurenberg (?–na 1382) | Adolf I van Nassau-Wiesbaden-Idstein (1307–1370) ⚭ 1332 Margaretha van Neurenberg (?–na 1382) | Adolf I van Nassau-Wiesbaden-Idstein (1307–1370) ⚭ 1332 Margaretha van Neurenberg (?–na 1382) | Adolf I van Nassau-Wiesbaden-Idstein (1307–1370) ⚭ 1332 Margaretha van Neurenberg (?–na 1382) | Adolf I van Nassau-Wiesbaden-Idstein (1307–1370) ⚭ 1332 Margaretha van Neurenberg (?–na 1382) | Adolf I van Nassau-Wiesbaden-Idstein (1307–1370) ⚭ 1332 Margaretha van Neurenberg (?–na 1382) | Adolf I van Nassau-Wiesbaden-Idstein (1307–1370) ⚭ 1332 Margaretha van Neurenberg (?–na 1382) |